# Día de Año Nuevo
El día de Año Nuevo es un festival que se celebra en la mayor parte del mundo el 1 de enero, el primer día del año en el calendario gregoriano moderno. El 1 de enero también es el día de Año Nuevo en el calendario juliano, pero no es el mismo día que el gregoriano. Mientras que la mayoría de los calendarios solares (como el gregoriano y el juliano) comienzan el año regularmente en el solsticio de diciembre o cerca del mismo, las culturas que observan un calendario lunisolar o lunar celebran el día de año nuevo (como el año nuevo chino y el año nuevo islámico) en puntos menos fijos en relación con el año solar.
En la Antigua Roma precristiana bajo el calendario juliano, el día estaba dedicado a Jano, dios de las puertas y los comienzos, por quien también se nombra enero (en latín, Ianuarius). Desde la época romana hasta mediados del siglo XVIII, el año nuevo se celebró en diversas etapas y en diversas partes de la Europa cristiana el 25 de diciembre, el 1 de marzo, el 25 de marzo y en la fiesta móvil de Pascua.
En la actualidad, con la mayoría de los países utilizando el calendario gregoriano como su calendario civil, el 1 de enero de acuerdo con ese calendario se encuentra entre los días festivos más celebrados del mundo. A menudo se celebra con fuegos artificiales al filo de la medianoche cuando comienza el año nuevo en cada zona horaria. Otras tradiciones mundiales del Día de Año Nuevo son hacer propósitos de Año Nuevo y llamar a las amistades y a los familiares.

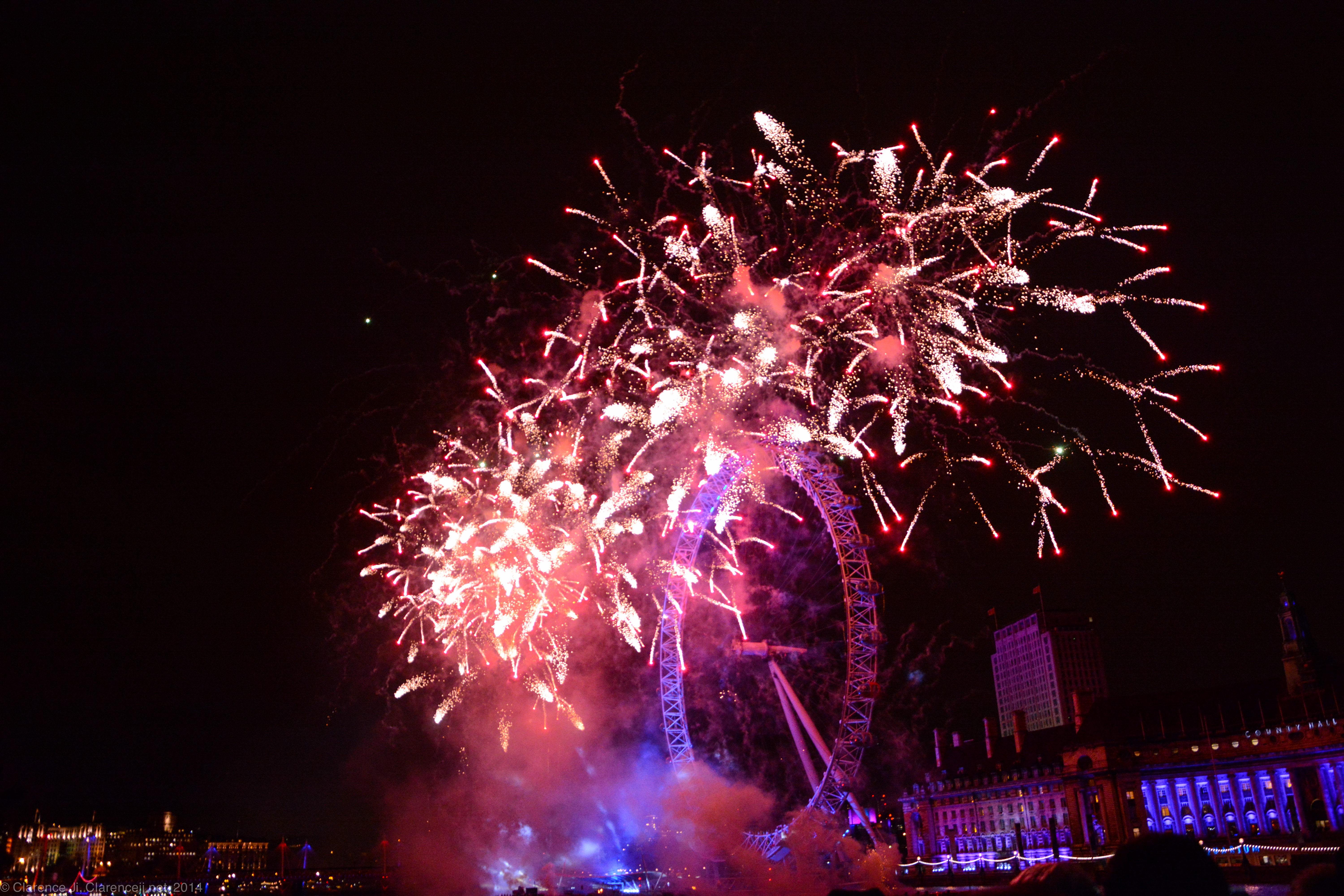
Fuegos artificiales en Londres el día de Año Nuevo al filo de la medianoche.

## Historia
El antiguo calendario babilónico era lunisolar y, alrededor del año 2000 a. C., comenzó a observarse un festival de primavera y el año nuevo durante el mes de Nisán, alrededor de la época del equinoccio de primavera, a mediados de marzo. El calendario romano temprano designaba al 1 de marzo como el primer día del año. El calendario tenía solo 10 meses y comenzaba con marzo, lo cual todavía se refleja en algunos de los nombres de los meses, ya que de septiembre a diciembre, que son del noveno al duodécimo mes del calendario gregoriano, originalmente se ubicaron del séptimo al décimo mes (septem significa "siete" en latín; octo, "ocho"; novem, "nueve"; y decem, "diez"). La leyenda romana generalmente atribuía a su segundo rey Numa el establecimiento de los dos nuevos meses de ianuarius y februarius. Estos se colocaron por primera vez al final del año, pero en algún momento se consideraron los dos primeros meses en su lugar.
El calenda de enero (en latín: Kalendae Ianuariae), el comienzo del mes de enero, llegó a celebrarse como el año nuevo en algún momento después de que se convirtiera en el día de la inauguración de los nuevos cónsules en el 153 a. C. Los romanos habían fechado durante mucho tiempo sus años por estos consulados en lugar de secuencialmente, y hacer que las calendas de enero comenzaran el nuevo año alineaba esta datación. Aun así, las celebraciones privadas y religiosas en torno al año nuevo de marzo continuaron durante algún tiempo y no hay consenso sobre la cuestión del calendario para el nuevo estatus del 1 de enero. Sin embargo, una vez que pasó a ser el año nuevo, se convirtió en un momento para reuniones familiares y celebraciones. Una serie de desastres, incluida la fallida rebelión de Marco Emilio Lepido en el 78 a. C., estableció una superstición en contra de permitir que los días de mercado de Roma cayeran en las calendas de enero y los pontífices emplearon la intercalación para evitar que ocurriera.

### Día de Año Nuevo en el calendario juliano anterior

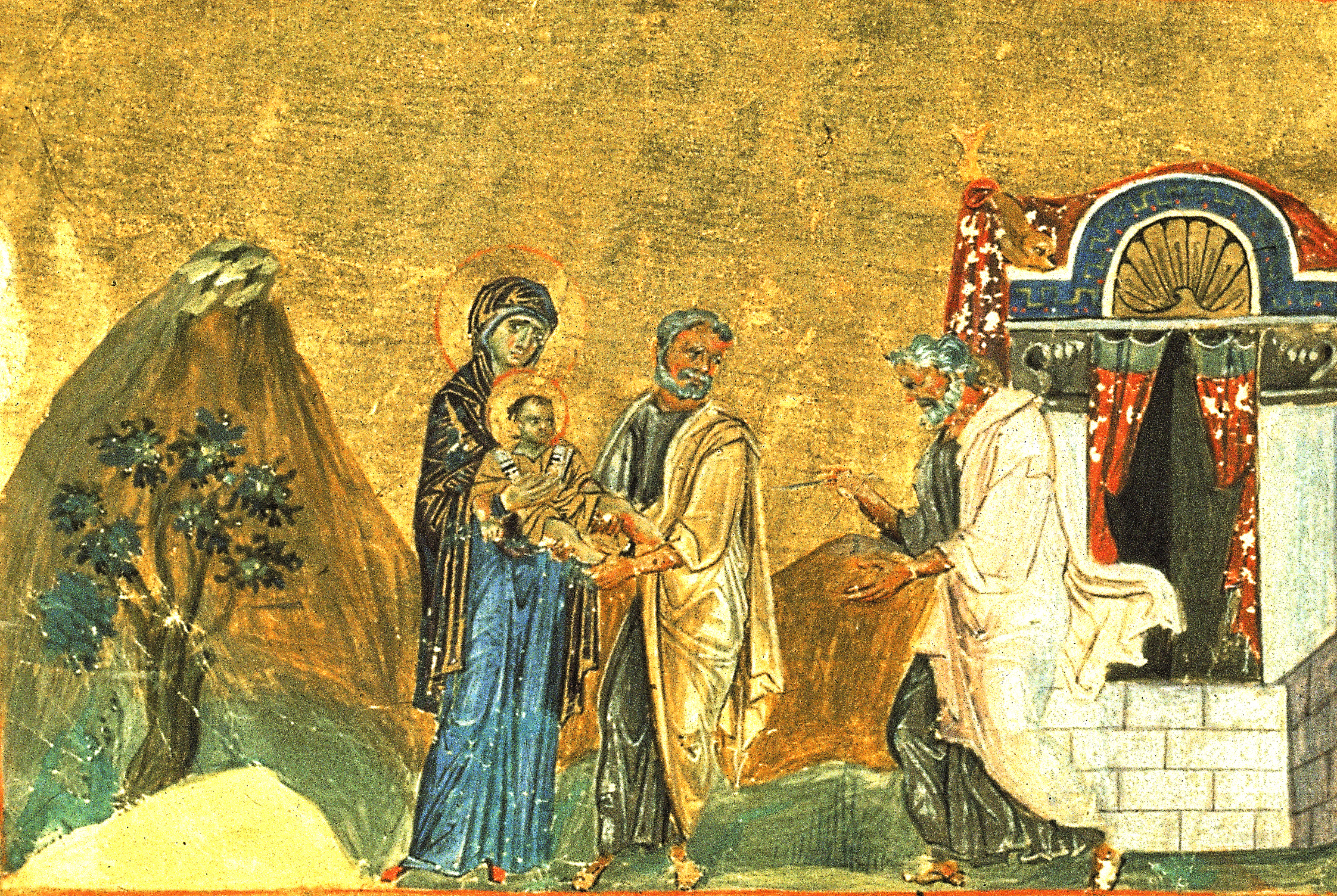
En Cristiandad, el 1 de enero marca tradicionalmente la Fiesta de la Circuncisión de Cristo.

El calendario juliano, propuesto por Julio César en el 708 AUC (46 a. C.), fue una reforma del calendario romano. Entró en vigor el 1 de enero de 709 AUC (45 a. C.), por edicto. El calendario se convirtió en el calendario predominante en el Imperio Romano y, posteriormente, en la mayor parte del mundo occidental durante más de 1.600 años. El calendario romano comenzaba el año el 1 de enero y este siguió siendo el comienzo del año después de la reforma juliana. Sin embargo, incluso después de que los calendarios locales se alinearon con el calendario juliano, comenzaron el año nuevo en fechas diferentes. El calendario alejandrino en Egipto comenzó el 29 de agosto (30 de agosto después de un año bisiesto alejandrino). Varios calendarios provinciales locales se alinearon para comenzar en el cumpleaños del emperador Augusto, el 23 de septiembre. La acusación hizo que el año bizantino, que usaba el calendario juliano, comenzara el 1 de septiembre; esta fecha todavía se usa en la Iglesia ortodoxa para el comienzo del año litúrgico.
En diversas épocas y lugares de la Europa cristiana medieval, el año nuevo se celebró el 25 de diciembre en honor al nacimiento de Jesús, el 1 de marzo al estilo romano antiguo, el 25 de marzo en honor al Día de la Señora (fiesta de la Anunciación, fecha de la concepción de Jesús) y en la fiesta móvil de Pascua.

#### Observancia cristiana
Como fecha en el calendario cristiano, el día de Año Nuevo marcó litúrgicamente la Fiesta del Nombramiento y Circuncisión de Jesús, que todavía se observa como tal en la Iglesia Anglicana, en la Iglesia Luterana, y en la Iglesia ortodoxa (calendario juliano). La Iglesia católica celebra este día en su rito romano la Solemnidad de Santa María, Madre de Dios.

#### Dar regalos
Entre los paganos de Flandes y los Países Bajos del siglo VII, era costumbre intercambiar regalos en el solsticio de invierno. Esta costumbre fue deplorada por San Eligio (fallecido en 659 o 660), quien advirtió a los flamencos y holandeses: "(No) hagan vetulas, [figuritas de la Vieja], ciervitos o iotticos ni pongan mesas [para el elfo de casa, comparar con Puck] por la noche o intercambien regalos de Año Nuevo o suministren bebidas superfluas [otra costumbre de Yule]". Sin embargo, en la fecha en que los cristianos europeos celebraban la Fiesta de la Circuncisión, intercambiaban regalos de Navidad porque la fiesta caía dentro los 12 días de la temporada navideña en el calendario litúrgico cristiano occidental; la costumbre de intercambiar regalos de Navidad en un contexto cristiano se remonta a los magos bíblicos que dieron regalos al Niño Jesús. En la Inglaterra Tudor, el 1 de enero (como la Fiesta de la Circuncisión, no el Día de Año Nuevo), junto con el Día de Navidad y la Duodécima Noche, se celebró como una de las tres principales festividades entre los doce días de Navidad.

#### Aceptación del 1 de enero como día de Año Nuevo
La mayoría de las naciones de Europa y sus colonias adoptaron oficialmente el 1 de enero como el día de Año Nuevo un poco antes de adoptar el calendario gregoriano. Francia cambió al 1 de enero de 1564, la mayor parte de Alemania lo hizo a partir de 1544, los Países Bajos desde 1556 o 1573 según la secta, Italia (no estando unida) lo hizo en una variedad de fechas, España y Portugal desde 1556, Suecia, Noruega y Dinamarca desde 1599, Escocia desde 1600 y Rusia desde 1725. Inglaterra, Gales, Irlanda y las colonias americanas de Gran Bretaña lo hicieron a partir de 1752.

### Gran Bretaña y el Imperio Británico
Hasta 1752, el Reino de Gran Bretaña y su Imperio en ese momento (excepto en Escocia, el 1 de enero desde 1600) habían mantenido el 25 de marzo como el comienzo oficial del año (aunque el uso informal del 1 de enero se había vuelto común.) Con la Ley de Calendario (Nuevo Estilo) de 1750, Gran Bretaña y el Imperio adoptaron formalmente el 1 de enero como Día de Año Nuevo y, con la misma Ley, también descartaron el calendario juliano (aunque las acciones no están relacionadas). La Ley entró en vigor "después del último día de diciembre de 1751".
(Para 1750, también era necesario ajustar una diferencia de once días entre el calendario juliano más antiguo y el calendario gregoriano más nuevo y más preciso. Hubo cierto desacuerdo religioso con respecto a la mudanza de los días festivos, especialmente el día de Navidad (Navidad antigua) y las comunidades aisladas continuaron. el cálculo antiguo en mayor o menor medida. 1800 y 1900 fueron años bisiestos en el calendario juliano pero no en el gregoriano, por lo que la diferencia aumentó a doce y luego a trece días. 2000 fue un año bisiesto en ambos calendarios).
- En el valle de Gwaun en Gales, el año nuevo se celebra el 13 de enero, todavía basado en la diferencia del siglo XIX en los calendarios.[21]
- Foula, en las islas Shetland, celebra Yule ('Navidad vieja' en lugar del solsticio de diciembre) el 6 de enero y Newerday el 13 de enero.[22] Nuevamente, ambas fechas reflejan el ajuste de cuentas del siglo XIX y no se movieron nuevamente en 1900.

### Ortodoxia
En varias etapas durante la primera mitad del siglo XX, todos los países de la cristiandad oriental adoptaron el calendario gregoriano como su calendario civil, pero continuaron, y han continuado hasta los tiempos modernos, utilizando el calendario juliano con fines eclesiásticos. Como el 1 de enero (juliano) equivale al 14 de enero (gregoriano), la celebración religiosa del Año Nuevo en esta fecha puede parecer extraña a los ojos occidentales.

## Días de Año Nuevo en otros calendarios

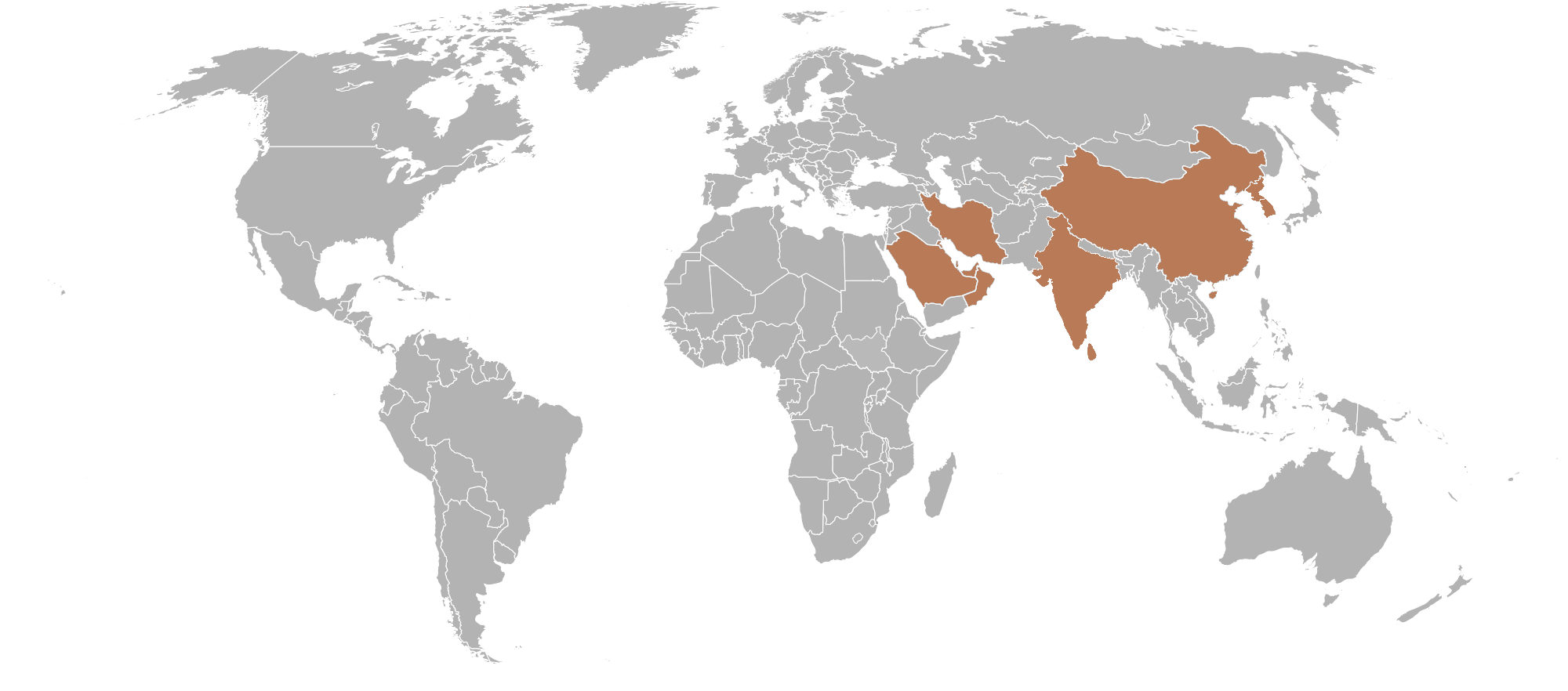
Países donde las principales celebraciones del Año Nuevo son otro día que no sea el 1 de enero.

En culturas que tradicionalmente o en la actualidad utilizan calendarios distintos al gregoriano, el día de Año Nuevo suele ser también una celebración importante. Algunos países utilizan simultáneamente el calendario gregoriano y otro. El día de Año Nuevo en el calendario alternativo atrae celebraciones alternativas de ese año nuevo:

### África
- Nayrouz y Enkutatash son los Días de Año Nuevo de los egipcios coptos y los etíopes, respectivamente. Entre 1900 y 2100, ambos ocurren el 11 de septiembre en la mayoría de los años y el 12 de septiembre en los años previos a los años bisiestos gregorianos. Conservan el legado del antiguo año nuevo egipcio Wepet Renpet, que originalmente marcó el inicio de la inundación del Nilo pero que vagó a través de las estaciones hasta la introducción de los años bisiestos en el calendario tradicional por Augusto en 30-20 a. C. En Etiopía, el año nuevo se celebra para marcar el final de la temporada de lluvias de verano.
- El Festival Odunde también se llama el Año Nuevo Africano y se celebra en Filadelfia, Pensilvania en los Estados Unidos el segundo domingo de junio. Si bien el nombre se basó en la cultura africana Yoruba, su celebración marca la celebración africana más grande del mundo, que más o menos fue iniciada por una tradición local.[23]
- El pueblo sotho de Lesoto y Sudáfrica celebra Selemo sa Basotho el 1 de agosto durante el final del invierno del hemisferio sur. Esto se basa en el calendario Sotho e incluye celebraciones como "Mokete wa lewa", una celebración que sigue a la cosecha.

### Asia Oriental
- El año nuevo chino se celebra en algunos países de Asia oriental, incluida China, y el sudeste asiático, incluido Singapur. Es el primer día del calendario lunar y se corrige por el solar cada tres años. El feriado normalmente cae entre el 20 de enero y el 20 de febrero.[24] La festividad se celebra con comida, familias, dinero de la suerte (generalmente en un sobre rojo) y muchas otras cosas rojas para la buena suerte. Danzas de leones y dragones, tambores, fuegos artificiales, petardos y otros tipos de entretenimiento llenan las calles en este día. El 1 de enero también es un feriado legal en China, y la gente también celebrará el Año Nuevo Gregoriano en este día, pero no es tan grandioso como el Año Nuevo chino tradicional.
- El año nuevo japonés se celebra el 1 de enero porque ahora se usa el calendario gregoriano en lugar del calendario chino.
- El Año nuevo coreano se celebra el primer día del calendario solar y el calendario lunar, respectivamente, en Corea del Sur. El primer día del calendario lunar, llamado Seollal (설날), es una gran fiesta nacional con el Día de Acción de Gracias de Corea, llamado Chuseok (추석).[25] Los surcoreanos también celebran el día de Año Nuevo solar el 1 de enero de cada año, siguiendo el calendario gregoriano. El día de Año Nuevo también es un feriado nacional, por lo que las personas tienen el día libre mientras que tienen un mínimo de tres días libres para el Año Nuevo Lunar. Los coreanos ahora consideran el día de Año Nuevo solar como el primer día del año, mientras que el primer día del calendario lunar se considera un día festivo tradicional. Los coreanos celebran el día de Año Nuevo preparando comida para los espíritus de sus antepasados, visitando las tumbas de los antepasados y jugando juegos coreanos como Yunnori (윷놀이) con sus familias. Los niños pequeños muestran respeto a sus padres, abuelos, parientes y otros ancianos al inclinarse de manera tradicional y los mayores les dan buenos deseos y algo de dinero. Las familias también disfrutan del Año Nuevo contando hasta la medianoche de la víspera de Año Nuevo del 31 de diciembre.
- Los norcoreanos celebran el feriado del Día de Año Nuevo el primer día del calendario solar, el 1 de enero. El día de Año Nuevo solar, llamado "Seollal (설날)", es una gran fiesta en Corea del Norte, mientras que se toman un día libre el primer día del calendario lunar. El primer día del calendario lunar se considera un día de relajación. Los norcoreanos consideran que el primer día del calendario solar es aún más importante.

### Sudeste Asiático
- El Año Nuevo camboyano (Chaul Chnam Thmey) se celebra el 13 de abril o el 14 de abril. Hay tres días para el Año Nuevo Jemer: el primer día se llama "Moha Songkran", el segundo se llama "Virak Wanabat" y el último día se llama "Virak Loeurng Sak". Durante estos períodos, los camboyanos suelen ir a la pagoda o jugar juegos tradicionales. Phnom Penh suele estar tranquilo durante el Año Nuevo Jemer, ya que la mayoría de los camboyanos prefieren pasarlo en sus respectivos lugares de origen.
- El año nuevo tailandés se celebra el 13 de abril o el 14 de abril y se llama Songkran en el idioma local. La gente suele salir a salpicar agua unos a otros. El lanzamiento de agua se originó como una bendición. Al capturar el agua después de haber sido vertida sobre los Budas para la limpieza, esta agua "bendita" se vierte suavemente sobre el hombro de los ancianos y la familia para la buena suerte.

Thingyan, las celebraciones del año nuevo birmano, suelen comenzar el 13 de abril, pero el día de Año Nuevo real cae el 17 de abril en el siglo XXI. El día ha ido a la deriva a lo largo de los siglos. En el siglo XX, el día cayó el 15 o 16 de abril, mientras que en el siglo XVII, cayó el 9 o 10 de abril.
- El año nuevo vietnamita (Tết Nguyên Đán o Tết), más comúnmente conocido por su nombre abreviado Tết o "Año Nuevo Lunar vietnamita", es la festividad y el festival más importante y popular de Vietnam, la festividad normalmente cae entre el 20 de enero y el 20 de febrero. Es el Año Nuevo vietnamita que marca la llegada de la primavera según el calendario chino, un calendario lunisolar. El nombre Tết Nguyên Đán es chino-vietnamita para la Fiesta de la Primera Mañana, derivado de los caracteres Hán nôm 節 元 旦.

### Asia del Sur
- Las celebraciones de Año Nuevo relacionadas con Diwali incluyen el Año Nuevo Marwari y el Año Nuevo Gujarati.
- Los días del Año Nuevo indio tienen varias variaciones según la región y se basan en el calendario hindú.
- En el hinduismo, las diferentes culturas regionales celebran el año nuevo en diferentes épocas del año. En Assam, Bengala, Kerala, Nepal, Odisha, Punjab, Telangana, Andhra Pradesh y Tamil Nadu, los hogares celebran el año nuevo cuando el Sol entra en Aries en el calendario hindú. Normalmente es el 14 de abril o el 15 de abril, dependiendo del año bisiesto. En otras partes del norte y centro de la India, se sigue el calendario de Vikram Samvat. Según eso, el día de año nuevo es el primer día del Mes Chaitra, también conocido como Chaitra Shukla Pratipada o Gudi Padwa. Este es básicamente el primer mes del calendario hindú, el primer Shukla paksha (quincena) y el primer día. Esto normalmente ocurre alrededor del 23 al 24 de marzo, principalmente alrededor del equinoccio de primavera en el calendario gregoriano. El año nuevo se celebra respetando a los ancianos de la familia y buscando sus bendiciones. También intercambian muestras de buenos deseos para un año próspero y saludable.

El año nuevo malayalam (Puthuvarsham) se celebra el primer día del mes de Medam a mediados de abril, que se conoce como Vishu, o el primer día del mes de Chingam, en el calendario malayalam a mediados de agosto, según otro cálculo. A diferencia de la mayoría de los otros sistemas de calendario en la India, el día de Año Nuevo en el calendario malayalam no se basa en ningún evento astronómico. Es solo el primer día del primero de los 12 meses del calendario malayalam. El calendario malayalam (llamado Kollavarsham) se originó en el 825 d. C., basado en un acuerdo general entre los estudiosos, con la reapertura de la ciudad de Kollam (en la costa de Malabar), que había sido destruida por un desastre natural.
- Nepal Sambat es la celebración del Año Nuevo nepalí.
- Pohela Boishakh o Bangla Nabobarsho es el primer día del calendario bengalí. Se celebra el 14 de abril como fiesta nacional en Bangladés, y el 14 o 15 de abril en los estados indios de Bengala Occidental, Tripura y parte de Assam por personas de ascendencia bengalí, independientemente de su fe religiosa.
- El Año Nuevo Sij se celebra según el calendario Nanakshahi. La época de este calendario es el nacimiento del primer Guru Sij, Gurú Nanak Dev Ji en 1469. El día de Año Nuevo cae anualmente el 14 de marzo en el calendario occidental gregoriano.[26]
- El Año Nuevo cingalés se celebra en la cultura de Sri Lanka principalmente por los cingaleses de Sri Lanka, mientras que los tamiles de Sri Lanka celebran el Año Nuevo tamil el mismo día. El Año Nuevo cingalés (aluth avurudda), marca el final de la temporada de cosecha, en el mes de Bak (abril) entre el 13 y el 14 de abril. Existe una brecha de tiempo generada astrológicamente entre el año que pasa y el Año Nuevo, que se basa en el paso del sol de Meena Rashiya (Casa de Piscis) a Mesha Rashiya (Casa de Aries) en la esfera celeste. La diferencia horaria astrológica entre el Año Nuevo y el año que pasa (nonagathe) se celebra con varios rituales y costumbres budistas en los que se debe concentrar, que son exclusivos de todo tipo de "trabajo". Después de que se atienden los rituales y tradiciones budistas, se organizarán reuniones sociales y fiestas festivas basadas en el Año Nuevo cingalés y tamil con la ayuda de petardos y fuegos artificiales. El intercambio de obsequios, la limpieza, el encendido de la lámpara de aceite, la elaboración de kiribath (arroz con leche) e incluso el Koel asiático son aspectos significativos del Año Nuevo cingalés.

El Año Nuevo Tamil (Puthandu) se celebra el 13 de abril o el 14 de abril. Tradicionalmente, se celebra como Chiththirai Thirunaal en partes de Tamil Nadu para marcar el evento de la entrada del Sol en Aries. Panchangam (almanaque), se lee en los templos para marcar el inicio del año.
- El Año Nuevo Telugu (Ugadi), Año Nuevo Kannada (Yugadi) se celebra en marzo (generalmente), abril (ocasionalmente). Tradicionalmente, se celebra como Chaitram Chaitra Shuddha Padyami en partes de Andhra Pradesh, Telangana y Karnataka para marcar el evento del Día de Año Nuevo para la gente de la región de Deccan de la India. Cae en un día diferente cada año porque el calendario hindú es un calendario lunisolar. El calendario Saka comienza con el mes de Chaitra (marzo-abril) y Ugadi/Yugadi marca el primer día del nuevo año. Chaitra es el primer mes en Panchanga que es el calendario hindú, Panchangam (almanaque), se lee en los templos para marcar el inicio del año.

### Oriente Medio
- El Año Nuevo Hijri en la cultura islámica sunita (también conocido como Año nuevo islámico (en árabe: رأس السنة الهجرية Ras as-Sanah al-Hijriyah)) es el día que marca el comienzo de un nuevo año en el calendario lunar Hijri. Se mueve con respecto al año solar porque es un calendario lunar, lo que lo hace en promedio de 11 a 12 días más corto que un año solar. El primer día del año se observa el primer día de Muharram, el primer mes de este calendario.
- Nouruz marca el primer día de la primavera y el comienzo del año en el calendario Solar Hijri (uno de los calendarios iraníes). Se celebra el día del equinoccio astronómico de primavera del norte, que suele ocurrir el 21 de marzo o alrededor de esa fecha (calendario gregoriano). Nouruz ha sido celebrado durante más de 3.000 años por el continente cultural de Irán, incluidos Kurdistán y Afganistán. La festividad también se celebra y observa en muchas partes de Asia Central, Asia Meridional, Noroeste de China, Crimea y algunos grupos de los Balcanes. Además de ser una fiesta zoroástrica y tener un significado entre los antepasados zoroástricos de los iraníes modernos, el mismo tiempo se celebra en el subcontinente indio como el año nuevo. El momento en que el Sol cruza el ecuador celeste e iguala la noche y el día se calcula exactamente cada año y las familias iraníes se reúnen para observar los rituales.
- Rosh Hashaná (el Año nuevo judío) es celebrado por judíos en Israel y en todo el mundo. La fecha es la luna nueva de Tishrei, que es el séptimo mes contando desde Nisán, el primer mes de primavera. Siempre cae durante septiembre u octubre. La festividad se celebra tocando las trompetas del shofar para representarlo como un día de juicio, con oraciones de penitencia, lecturas de la ley y los profetas y comidas especiales. La noche del 31 de diciembre/1 de enero, el Año Nuevo según el calendario gregoriano, también se celebra ampliamente en Israel y se la conoce como Silvestre o año nuevo civil.[27]

## Fiestas y costumbres tradicionales y modernas

### Víspera de Año Nuevo

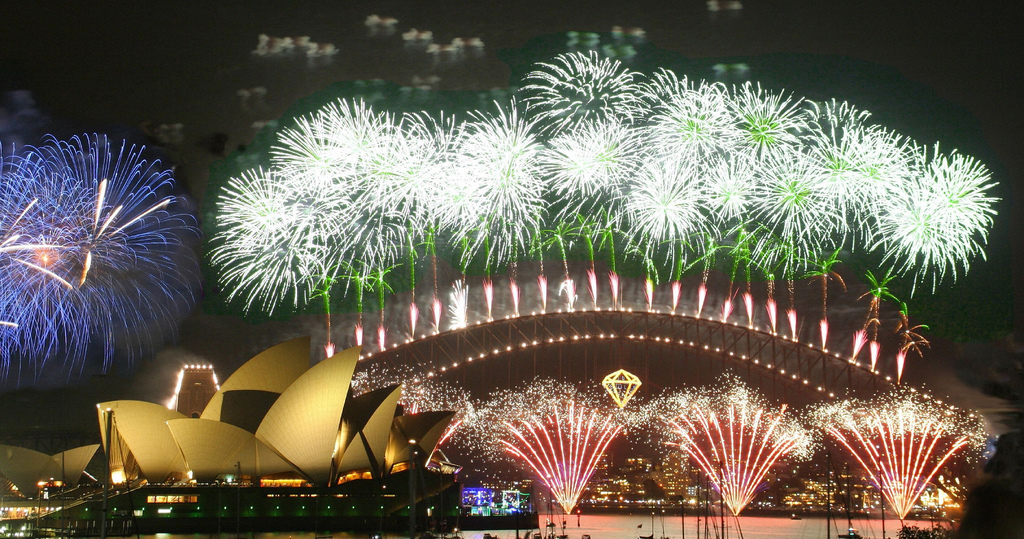
El evento de la Víspera de Año Nuevo en Sídney contribuye a algunas de las principales celebraciones de Año Nuevo cada año en el mundo occidental.

El primero de enero representa el comienzo de un nuevo año después de un período de recuerdo del año que pasa, incluso en la radio, la televisión y los periódicos, que comienza a principios de diciembre en países de todo el mundo. Las publicaciones tienen artículos de fin de año que revisan los cambios durante el año anterior. En algunos casos, las publicaciones pueden encender todo el año de trabajo con la esperanza de que el humo emitido por la llama dé nueva vida a la empresa. También hay artículos sobre cambios previstos o previsto para el próximo año.
Este día es tradicionalmente una fiesta religiosa, pero desde la década de 1900 también se ha convertido en una ocasión para celebrar la noche del 31 de diciembre, la víspera de Año Nuevo, con fiestas, celebraciones públicas (a menudo con espectáculos de fuegos artificiales) y otras tradiciones centradas en la inminente llegada de la medianoche y el año nuevo. Muchos también siguen observando los servicios de vigilia.

### Día de Año Nuevo
Las celebraciones y actividades que se llevan a cabo en todo el mundo el 1 de enero como parte del día de Año Nuevo suelen incluir lo siguiente:
- Varios desfiles importantes se llevan a cabo el día de Año Nuevo, incluido el Desfile de Año Nuevo en Londres, el Desfile del Torneo de las Rosas de Pasadena (también conocido como el "Desfile de las Rosas") y el Desfile de los Mummers de Filadelfia. En las Bahamas, también se asocia con Junkanoos.
- A partir de la década de 2010, también es el día en que se llevan a cabo las caminatas del primer día en los cincuenta sistemas de parques estatales de los Estados Unidos.[29]
- La Orquesta Filarmónica de Viena realiza tradicionalmente un concierto de Año Nuevo en la mañana del Día de Año Nuevo.
- Un "salto del oso polar" es una tradición común en algunos países, donde los participantes se reúnen en las playas y corren hacia el agua fría. Los clubes de osos polares de muchas ciudades del hemisferio norte tienen la tradición de realizar zambullidas organizadas el día de Año Nuevo y, a menudo, se celebran para recaudar fondos para obras de caridad.
- En Irlanda, el día de Año Nuevo se llamaba Lá na gCeapairí, o el día del pan con mantequilla. Un posible significado del consumo de pan con mantequilla era evitar el hambre y la hambruna en el próximo año, colocando el pan con mantequilla en la puerta por la mañana. Algunas tradiciones veían fiestas de jóvenes que llamaban de casa en casa para recibir pan con mantequilla y ocasionalmente poitín,[30] o para repartir pan con mantequilla a cambio de centavos. Desde entonces, esta tradición se ha extinguido, habiendo sido popular en el siglo XIX y menguando en las décadas de 1930 y 1940.[31]
- En el Reino Unido y Estados Unidos, el día de Año Nuevo está asociado con varios eventos deportivos destacados:
  - En los Estados Unidos, el 1 de enero es la fecha tradicional para varios juegos importantes de fútbol americano universitario de postemporada, incluido el Citrus Bowl en Orlando, el Outback Bowl en Tampa, el Rose Bowl en Pasadena y el Sugar Bowl en Nueva Orleans. Desde 2015, los Rose Bowl y Sugar Bowl albergan las semifinales del College Football Playoff cada tres temporadas. Desde 2008, la National Hockey League ha sido sede de un juego anual al aire libre, el Clásico de Invierno, que rota entre diferentes equipos anfitriones anualmente y, por lo general, muestra una importante rivalidad regional. Si el día de Año Nuevo cae en domingo, los eventos deportivos y las festividades asociadas (como el Desfile de las Rosas) que tradicionalmente se llevan a cabo el día de Año Nuevo generalmente se aplazan hasta el lunes siguiente en defensa de la National Football League, que juega un día de partido dominical como de costumbre.[32]
  - La Premier League en el fútbol inglés tradicionalmente celebra partidos el día de Año Nuevo,[33] derivado de la tradición histórica de juegos que se juegan durante el período de vacaciones de Navidad (incluido, de manera igualmente prominente, el Boxing Day).[34]
  - La final del Campeonato Mundial de Dardos de la PDC de la PDC suele caer el día de Año Nuevo.[35]
  - El hipódromo de Cheltenham tiene un evento el día de Año Nuevo, que incluye al Fairlawne Handicap Chase, Dipper Novices' Chase y Relkeel Hurdle.[36]
- El día de Año Nuevo es un día festivo gubernamental y bancario en muchos países.

### Música
La música asociada con el día de Año Nuevo viene tanto en géneros clásicos como populares, y también hay canciones navideñas que se centran en la llegada de un nuevo año durante la temporada navideña y festiva.
- Paul Gerhardt escribió el texto de un himno para el cambio de año, "Nun lasst uns gehn und treten", publicado por primera vez en 1653.
- Johann Sebastian Bach, en el Orgelbüchlein, compuso tres preludios corales para el nuevo año: 'Helft mir Gotts Güte preisen ["Ayúdame a alabar la bondad de Dios"] (BWV 613); Das alte Jahr vergangen ist ["El año viejo ha pasado"] (BWV 614); y In dir ist freude ["En ti está la alegría"] (BWV 615).
- El The year is gone, beyond recall es un himno cristiano tradicional para dar gracias por el nuevo año, que se remonta a 1713.
- En los países de habla inglesa, es tradicional cantar Auld Lang Syne a la medianoche del Año Nuevo.

### Bebés de año nuevo
Una imagen común que se usa, a menudo como caricatura editorial, es la de una encarnación del Padre Tiempo (o el "Año Viejo") que lleva una banda en el pecho con el año anterior impreso en él y transmite sus deberes al Baby New Year ( o el "Año Nuevo"), un bebé que lleva una faja con el año nuevo impreso.
Los bebés que nacen el día de Año Nuevo se denominan comúnmente bebés de Año Nuevo. Hospitales, como el Dyersburg Regional Medical Center en los Estados Unidos, Entregan premios al primer bebé que nazca en ese hospital en el nuevo año. Estos premios suelen ser donados por empresas locales. Los premios pueden incluir varios artículos relacionados con el bebé, como leche de fórmula, mantas para bebés, pañales y certificados de regalo para las tiendas que se especializan en productos relacionados con bebés.

### Antártida
El día de Año Nuevo en la Antártida, la estaca que marca el polo sur geográfico se mueve aproximadamente 10 metros para compensar el movimiento del hielo. El personal del sitio cercano diseña y fabrica una nueva estaca marcadora cada año.

## Otras celebraciones el 1 de enero
La Iglesia ortodoxa, la Iglesia anglicana y la Iglesia luterana celebran la Fiesta de la Circuncisión de Cristo el 1 de enero, basándose en la creencia de que si Jesús nació el 25 de diciembre, según la tradición hebrea, su circuncisión habría tenido lugar el octavo día de su vida (1 de enero). La Iglesia católica romana celebra en este día la Solemnidad de María, Madre de Dios, que también es un Día Santo de Obligación.
Johann Sebastian Bach compuso varias cantatas de iglesia para la doble ocasión:
- Singet dem Herrn ein neues Lied, BWV 190, 1 de enero de 1724
- Jesu, nun sei gepreiset, BWV 41, 1 de enero de 1725
- Herr Gott, dich loben wir, BWV 16, 1 de enero de 1726
- Gott, wie dein Name, so ist auch dein Ruhm, BWV 171, 1 de enero de 1729 (?)
- Fallt mit Danken, fallt mit Loben, 1 de enero de 1735 (Oratorio de Navidad Parte IV)

#### Bibografía
- Macrobius, Saturnaliorum Libri VII..
- Macrobius (2011),  Kaster, Robert A., ed., Saturnalia, Vol. I, Loeb Classical Library, No. 510, Cambridge: Harvard University Press, ISBN 9780674996496..